# Чанієв Іса Асхабович
Іса Асхабович Чанієв (нар.. 2 листопада 1992 в Яндаре, Інгушетія, Росія) — російський боксер — професіонал інгушського походження, який виступає у легкій ваговій категорії. Колишній претендент на титул чемпіона світу за версією IBF.

## Професійна кар'єра
Іса Чанієв уперше вийшов на професійний ринг у 2015 році. 15 грудня 2016 року він здобув перемогу над філіппінцем Рімаром Метудою та завоював титул чемпіона світу серед молоді за версією IBF.
25 травня 2017 року в столиці Латвії Ризі провів бій за вакантний пояс інтерконтинентального чемпіона світу за версією IBF з іншим російським боксером Федором Папазовим на прізвисько Нокаутер. Іса Чанієв у поєдинку виглядав гідніше, ніж його суперник, але перемогу рішенням суддів було присуджено Папазову. Команда Чанієва опротестувала суддівський вердикт і титул IBF залишився вакантним.
26 серпня 2017 року Іса Чанієв переміг бельгійського боксера Жана-П'єра Баувенса та завоював вакантний пояс інтерконтинентального чемпіона світу за версією IBF (IBF Inter—Continental). За підсумками 12 раундів одноголосним рішенням суддів перемогу було присуджено Чанієву.
9 грудня 2017 року він технічним нокаутом у 6-му раунді переміг філіппінця Хуана Мартіна Елорде та завоював титул WBO International та захистив IBF Intercontinental.
12 травня 2018 року він одноголосним рішенням суддів переміг колишнього володаря титулу WBA Ісмаеля Барросо з Венесуели та захистив титули IBF Intercontinental та WBO International.

### Чемпіонський бій зРічардом Коммі
2 лютого 2019 року зустрівся ганцем Річардом Коммі у поєдинку за вакантний титул чемпіона світу у легкій вазі за версією IBF. Чанієв програв технічним нокаутом у другому раунді.

## Статистика професійних боїв
| Бій    | Дата              | Суперник                      | Місце проведення       | Раундів   | Примітки |
| ------ | ----------------- | ----------------------------- | ---------------------- | --------- | --- |
| 15-4-1 | 6 серпня 2022     | В'ячеслав Гусєв (25-8-1)      | Єкатеринбург, Росія    | SD8 (8)   | |
| 15-4   | 18 грудня 2021    | Денис Берінчік (15-0)         | Бровари, Україна       | UD12 (12) | Бій за титул чемпіона за версією WBO International в легкій вазі. |
| 15-3   | 10 липня 2021     | Нуртас Ажбенов (11-0)         | Алма-Ата, Казахстан    | KO3 (10)  | |
| 14-3   | 23 липня 2020     | Владислав Мельник (11-1)      | Мінськ, Білорусь       | UD10 (10) | |
| 13-3   | 12 жовтня 2019    | Павло Маліков (15-1-1)        | Рига, Латвія           | MD12 (12) | Бій за титул EBP в легкій вазі. |
| 13-2   | 2 лютого 2019     | Річард Коммі (27-2)           | Фриско, Техас, США     | TKO2 (12) | Бій за вакантний титул чемпіона світу за версією IBF в легкій вазі. |
| 13-1   | 12 травня 2018    | Ісмаель Барросо (20-1-2)      | Рига, Латвия           | UD12 (12) | Бій за титул IBF Inter-Continental (2-я захист Чанієва) и за титул WBO International (1-я захист Чанієва) в легкій вазі. Чаниев и Барросо в нокдауне в 3 раунде. Рахунок: 116-109, 117-109, 115-112.                                     |
| 12-1   | 9 грудня 2017     | Хуан Мартін Елорде (23-1-1)   | Назрань, Росія         | TKO6 (12) | Бій за титул IBF Inter-Continental (1-й захист Чанієва) та за вакантний титул WBO International в легкій вазі. |
| 11-1   | 26 серпня 2017    | Жан-Пьєр Баувенс (42-3)       | Вільнюс, Литва         | UD12 (12) | Бій за вакантний титул IBF Inter-Continental в легкій вазі. Рахунок: 119-108, 120-108, 119-108. |
| 10-1   | 25 травня 2017    | Федір Папазов (19-2)          | Рига, Латвія           | UD12 (12) | Бій за вакантний титул IBF Inter-Continental та титул IBO Inter-Continental (2-й захист Папазова) у легкій вазі. Рахунок: 113-116, 113-115, 114-115. Команда Чанієва опротестувала суддівський вердикт та титул IBF залишився вакантним. |
| 10-0   | 16 грудня 2016    | Рімар Метуда (10-1)           | Санкт-Петербург, Росія | UD10 (10) | Бій за титул чемпіона світу за версією IBF серед молоді у другій напівлегкій вазі. Рахунок: 98-92, 99-91, 97-93. |
| 9-0    | 16 листопада 2016 | Ілля Реутський (9-11-1)       | Санкт-Петербург, Росія | UD10 (10) | Рахунок: 99-92, 100-91, 100-90. |
| 8-0    | 23 вересня 2016   | Шерзодбек Мамаджонов (9-16-1) | Краснодар, Росія       | TKO3 (10) | |
| 7-0    | 26 серпня 2016    | Андрій Судас (7-10-1)         | Москва, Росія          | TKO2 (10) | |
| 6-0    | 22 квітня 2016    | Олександр Салтиков (10-31-3)  | Тампере, Фінляндія     | RTD5 (8)  | |
| 5-0    | 26 лютого 2016    | Фірдавс Азімджонов (1-2)      | Санкт-Петербург, Росія | TKO2 (8)  | |
| 4-0    | 5 грудня 2015     | Аркадій Арутюнян (3-2)        | П'ятигорськ, Росія     | UD8 (8)   | Рахунок: 80-73, 79-74, 80-73. |
| 3-0    | 27 червня 2015    | Баским Якупі (0-3)            | Новоросійськ, Росія    | KO1 (6)   | |
| 2-0    | 25 квітня 2015    | Рустем Абдінанов (1-3-2)      | Новоросійськ, Росія    | UD4 (4)   | Рахунок: 40-34, 40-35, 40-35. |
| 1-0    | 31 січня 2015     | Олександр Андрущенко (0-1)    | Краснодар, Росія       | UD4 (4)   | Рахунок: 40-36, 39-38, 40-36. |

## Титули
- 2017 — 2019 - Інтернаціональний чемпіон за версією WBO у легкій вазі (до 61,2 кг)
- 2017 — 2019 - Інтерконтинентальний чемпіон за версією IBF у легкій вазі (до 61,2 кг)
- 2016 - Чемпіон світу за версією IBF серед молоді у 2-ій напівлегкій вазі (до 58,9 кг)